# Far from Heaven
Far from Heaven è il secondo album del gruppo musicale svedese power metal degli
Axenstar, pubblicato dall'etichetta discografica Arise Records nel 2003.

## Tracce
1. The Descending
2. Infernal Angel
3. Blind Leading The Blind
4. Don't Hide Your Eyes
5. Far From Heaven
6. Abandoned
7. Children Forlorn
8. Death Denied
9. Blackout
10. Northern Sky